# 召人
召人（めしうど）は、貴人のそばに召し使う人のこと。日本の平安時代においては、特に主人と男女の関係にある女房のことをさす。また、朝廷の和歌所に務め、和歌の選定をする寄人のこと。現代でも歌会始において、天皇から特に選ばれて招かれ和歌を詠む、「広く各分野で活躍し貢献している」人物のことを指し、歌人として活動する者などが選ばれる。
愛人としての召人とは、阿部秋生によると、自分の家や妻の家の女房であり、主人との関係は、家の中の者にはもちろんのこと家の外の者にも知られているが、その関係は公然の秘密であり、当人の前ではそのことを口に出さないことが暗黙の了解となっていた。北の方には、召人の存在を黙認することが暗に求められていた。実質的には妻であるが、局住まいをしていて、表向きの身分はあくまでも女房であった。